# Західний буддизм
Західний буддизм — це загальний термін для позначення різних буддійських течій, що виникли в західному світі. Характерною особливістю буддизму на Заході є поява груп, які, спираючись на традиційний буддизм, розвивають власний стиль буддійської практики.

## Історія поширення ідей на Захід

### Античність і Середньовіччя
Індологи сходяться на думці, що буддизм у Стародавній Греції практично ігнорувався. Як зазначав один з таких індіаністів, Сильвен Леві, наприкінці XIX століття,: «Попри безперервні зв'язки еллінського світу з Індією, а потім експедиції Олександра аж до кінця Римської імперії, грецька література майже ігнорувала існування буддизму, або принаймні знала про нього дуже мало». Рідкісні згадки про Будду можна знайти серед християнських мислителів пізньої античності. Однак греко-буддійське мистецтво Гандхари на початку нашої ери є результатом зустрічі азійських та європейських художніх форм і породило перші людські зображення Будди.
У Середньовіччі історія про святого Йосафата (деформацію бодхісатви), схоже, була християнською адаптацією життя Будди, опублікованою латинською мовою в XIII столітті в «Золотій легенді» Жака де Ворагіна.
Книга чудес Марко Поло, опублікована в 1298 році, вперше познайомила європейців з життям Будди, розказаним йому монахами на Цейлоні, разом з описами буддійських ритуалів. Ця біографія Будди залишалася найповнішою аж до XVII століття.

### Від епохи Відродження до XVIII століття
Починаючи з епохи Відродження, місіонери цікавилися різними азійськими формами буддизму, як правило, з метою їх критики. Експедиції до Тибету здійснювалися в сімнадцятому столітті, зокрема єзуїтами. Згідно з описами, «ламаїзм» Тибету був настільки тісно пов'язаний з католицизмом, що його часто називали «Жовтою Церквою» або «східним католицизмом». У 1738 році Папа Римський надіслав Далай-ламі листа, в якому писав: «Ми щиро сподіваємося, що завдяки милосердю безмежного Бога ви ясно побачите, що тільки практика євангельської доктрини, яку дуже нагадує ваша релігія, може привести до щастя вічного життя».

### ХІХ століття

#### Неологізм
Історик Мішель-Жан-Франсуа Озерей був одним із перших, хто вжив слово bouddisme французькою мовою у 1817 році. Цей неологізм є європейським винаходом — передусім британським, у мові якого іменник з'явився у 1800 році: У санскриті термін buddhadharma (дхарма Будди) найчастіше вживається поряд з іншими, зокрема dharmavinaya (вчення і дисципліна), а також перекладами цих термінів мовами (китайською, японською, корейською, в'єтнамською та ін.) країн, де буддизм укорінився. Буддизм став поширеним у європейських мовах близько 1830 року.
Протягом кількох десятиліть перекладалися буддійські трактати й тексти, не без суперечок щодо їх інтерпретації. У першій половині ХІХ століття буддизм викликав особливий інтерес у письменників романтичного напряму, які вбачали в ньому своєрідного союзника у боротьбі проти ідей Просвітництва та матеріалізму.

#### Буддизм робить собі ім'я
Лише після публікації у 1844 році праці великого індіаніста Ежена Бурнуфа «Вступ до історії індійського буддизму» (англ. Introduction à l’histoire du buddhisme indien) культурна європейська та американська громадськість отримала більш точне уявлення про цей предмет. Праця Бурнуфа мала великий успіх у Європі. У Сполучених Штатах такі автори, як Г.Д. Торо, Р.В. Емерсон і В. Вітмен, були захоплені, а в Європі — А. Шопенгауер Е. Ренан, Е. Квіне та Александр Каннінгем. Але цей ентузіазм підживлювався й іншими працями з буддології, що зароджувалася, такими як переклад двох сутр.
У 1850 році отець Гук (фр. Évariste Huc) опублікував свою книгу «Souvenirs d'un voyage dans la Tartarie, le Thibet et la Chine» (укр. Сувеніри з подорожі до Тартарії, Тибету та Китаю) (1845-1846), яка мала значний вплив у Європі завдяки дванадцяти перекладам. Хоча в описі ламаїзм описується як «диявольська релігія», що нагадує католицизм, але відрізняється від нього, в ньому висловлюється захоплення щоденними зібраннями з молитвами і піснями, які створюють «величезну, урочисту гармонію, що має сильний вплив на душу», а також глибоко миролюбним духом тибетських авторитетів. У 1873 році журнал Дублінського університету опублікував статтю, в якій пояснювалося, що буддизм є «найтолерантнішою з релігій», що, здається, відображає думку, поширену на той час на Заході.
Одні інтелектуали були захоплені буддійським гуманізмом та універсальністю його послання, а також вбачали в ньому певну раціональність, тоді як інші різко критикували його догми та релігійну систему (зокрема, француз Жюль-Бартелемі Сент-Ілер, який вважав буддизм релігією небуття, що «суперечить християнській доктрині»). Так чи інакше, порівняння між буддизмом і християнством постійно повторюється.
Часто буддизм помилково охарактеризовують як песемістичну релігією. Етикетка песимізму походить від того, що буддизм іноді асоціюється з думкою німецького філософа Шопенгауера, який наприкінці свого життя відзначив «чудову відповідність» між своїми працями і вченням буддизму, яку він поступово виявив після написання своєї праці «Світ як воля і уявлення» (нім. Die Welt als Wille und Vorstellung), опублікованої в 1819 році (він додав до неї в пізніших виданнях, щоб підкреслити цей момент). Буддизм також неправильно порівнюють з атеїзмом, оскільки це релігія без Бога, і «вченням про небуття» або знищення, посилаючись на концепцію нірвани, яка була неправильно зрозуміла, в тому числі Гегелем, який закріпив це зловживане бачення на кілька десятиліть. Ніцше, якого буддизм спочатку приваблював, порівнюючи його з християнством, пізніше описав його як «нігілізм».
За словами Фредеріка Ленуара, починаючи з 1875 року, «теософи заснували сучасний міф про магічний Тибет і лам з винятковими окультними здібностями, сховища споконвічної мудрості людства, міф, яким живився цілий корпус популярної езотеричної фантастики».

#### Перші конверсії
Перші відомі випадки навернення західних людей до буддизму відбулися у 1880-х роках. Однак вони стосувалися лише кількох людей. У травні 1880 року Олена Блаватська та Генрі Стіл Олкотт навернулися на церемонії на Цейлоні. Олкотт заснував Буддійське теософське товариство на Цейлоні, що призвело до створення двохсот шкіл за його життя. Буддійський катехізис (1881), який він написав, щоб навчити сингальців їхній власній релігії, мав значний успіх і був перекладений більш ніж двадцятьма мовами; його досі використовують у школах Шрі-Ланки. Інші західні люди вирушили до Азії: Гордон Дуглас став бхікку в 1899 році, за ним слідували англієць Аллан Беннетт, висвячений Анандою Меттейя в 1902 році, і німець Антон В. Ф. Гет, висвячений Ньянатілокою.
У 1879 році Едвін Арнольд опублікував «Світло Азії» (англ. The Light of Asia), працю про життя і вчення Будди, яка мала тривалий успіх: «через три десятиліття після публікації вона витримала близько п'ятдесяти видань у Великобританії і вісімдесят у США, де її тираж перевищив один мільйон примірників».

#### Світовий Парламент Релігій
Перший Всесвітній парламент релігій відбувся в Чикаго в 1893 році і підвищив обізнаність про різні релігійні традиції, в тому числі про буддійські школи, такі як тхеравада, дзен, нічирен і чиста земля: «Сприятливий прийом, наданий їхнім представникам, і негайний успіх їхнього послання проклали шлях для масової проповіді на американському континенті: сингальська Анагаріка Дхармапала, японський Шаку Соєн і багато інших потім здійснили серію подорожей, які на рубежі двадцятого століття провели їх через Європу і Америку».

### XX століття
На початку 20-го століття вперше європейці (в тому числі багато німців та австрійців) вирушили на Схід, щоб навчатися в країнах походження буддизму, деякі з них стали перекладачами на німецьку мову, як, наприклад, Карл Ойген Нейман, або навіть приєдналися до буддійського чернечого ордену і відкрили буддизм для Заходу через безпосереднє знайомство та залучення до вчення (Ньянатілока, Ньянапоніка, Лама Анагаріка Говінда, Айя Хема). І навпаки, починаючи з 1950-х років, азійські вчителі, зокрема в'єтнамський монах Тхіч Нхат Хань і японський майстер дзен Тайсен Дешімару, все частіше відвідували західний світ, де вони, в свою чергу, сприяли широкому прийняттю буддизму на Заході.

### XXI століття
Сьогодні на Заході представлені майже всі відтінки буддизму, насамперед: тхеравада, ваджраяна і дзен, а також різні європейські нові формації, такі як Західний буддійський орден, заснований Санґгаракшитою, або Діамантовий шлях, вигаданий Оле Нідалом.
Менш поширеними, ніж у США, є також вчення «Буддизму чистої землі» (амідізм) та різні школи нічирен-буддизму в Європі. Буддизм став відомим в останні десятиліття насамперед завдяки долі тибетців та їхнього найвідомішого представника, 14-го Далай-лами.

## Буддизм і західна наука
Поширення буддизму на Заході також призвело до зіткнення із західною наукою. Принцип умовного походження (сувора причинність у феноменальному світі без припущення трансцендентної реальності) дехто вважає більш сумісним зі строго науковим світоглядом, ніж звернення до Бога-творця, закріплене в західній, юдео-християнській традиції. Вислів багатьох буддійських вчителів про те, що слід слідувати науці, коли буддизм помиляється (Далай-лама, Лама Оле Нідал та ін.), інтерпретується не лише як свідчення великої довіри до власного вчення, а й як свідчення великого потенціалу науки. Оскільки буддизм є релігією не віри, а досвіду, буддизм і науку об'єднує застосування емпіричних методів. Однак буддійська філософія Махаяни суперечить редукціонізму та фізикалізму, поширеним у природничих науках, оскільки оголошує досвід реальності, яка існує незалежно від свідомості, ілюзією, а тому вважає досвід природи розуму єдиним способом пізнання справжньої природи речей. Проте в сучасній західній епістемології та філософії науки все частіше обстоюються антиреалістичні або навіть ідеалістичні позиції (Думметт).

## Буддійські рухи на Заході

### Тхеравада
Найперший інтерес до буддизму на Заході був зосереджений на буддизмі тхеравади. З 2011 року цей інтерес виражається, зокрема, в медитації Віпассана, яка для багатьох стала повністю відірваною від первісного буддійського контексту.

### Дзен
Другим популярним рухом є дзен-буддизм. Зокрема, у Сполучених Штатах інтерес до нього виник у 1950-х роках. Вирішальну роль у поширенні дзен на Заході відіграли невеликі реформаторські дзен-групи. У Європі декотрі католицькі священнослужителі відіграли важливу роль у поширенні дзен-буддизму, такі як Хьюго М. Еномія Лассаль та Хан Фортманн.

### Тибетський буддизм
Тибетський буддизм мав на Заході екзотичну назву. З втечею багатьох тибетців після вторгнення Китаю в Тибет, тибетський буддизм раптово став доступним для решти світу. Зараз це один з трьох найбільших буддійських рухів на заході.

## Популярна культура
Буддійські образи все частіше використовуються сучасною попкультурою, а також у комерційних цілях. Наприклад, образ Далай Лами був використаний у кампанії, присвяченій лідерству компанії Apple Computer. Так само тибетські монастирі використовуються як тло для реклами парфумів у журналах. Голлівудські фільми, такі як «Кундун», «Маленький Будда» і «Сім років у Тибеті», мали значний комерційний успіх.

## Критика
Адаптація Будда-дхарми на Заході призвела до більш-менш значних модифікацій вчення з точки зору інтерпретації та форми (ритуалів). Критиці піддаються ті форми буддійської практики, які є лише копіями азійських моделей 1:1 і недостатньо враховують різні культурні особливості західного світу. Крім того, варіанти буддизму, що зазнали впливу нью-ейджу, езотерики та капіталістичних ринкових механізмів, розглядаються як проблематичні, оскільки вони призводять до вихолощення та сплющення первісного вчення.
Буддійські вчителі рано передбачили, що Дхарма зазнає невдачі на Заході, якщо буде занадто тісно пов'язана з формами, розробленими в Азії. Вони закликали західних послідовників вчення зрозуміти, що «ми живемо у 20-му столітті й інтегровані у високотехнологічну цивілізацію західного світу. Так само як Падмасамбхаві довелося перемикнутися з індійської культури на тибетську, коли він прийшов до Тибету, те ж саме має статися і тут», — зазначав Лама Анагаріка Говінда. Тхіч Нхат Хан, який зробив значний внесок у розвиток справді західного буддизму, також застерігав: «Якщо люди на Заході впроваджують екзотичну форму буддизму у своє суспільство і вірять, що саме цей вираз буддизму є єдиним істинним буддизмом, то нафта ніколи не розчиниться у воді. Буддизм на Заході може бути успішним лише тоді, коли він виростає з вашого досвіду та інтегрує елементи вашої культури».
Однак адаптація до західного контексту може також призвести до повної зміни первісно релігійного життєвого досвіду під впливом західного способу життя. Філософ і культурний критик Славой Жижек вважає західний буддизм «фетишистською ідеологією» капіталістичної епохи. За його словами, він дозволяє людині брати повноцінну участь у метушливій гонитві капіталістичної гри, підтримуючи при цьому враження, що вона не є її частиною, що вона усвідомлює, наскільки це видовище нічого не варте. Насправді на думку Жижека, важливим є внутрішній спокій, до якого завжди можна повернутися. Буддизм, на думку Жижека, дозволяє повноцінно брати участь у динаміці економічної системи, обіцяючи при цьому психічне здоров'я, і таким чином функціонує як «ідеальне ідеологічне доповнення» до капіталізму. «Оздоровчий буддизм», який критикує Жижек, також оскаржується буддистами практиками, які виступають за соціально заангажований буддизм, що свідомо взаємодіє із західною традицією.
У контексті цієї критики лунають голоси, які розглядають буддизм лише як сучасну релігію для освічених представників середнього класу, що пропонує їм не лише можливість розслабитися, але й шанс представити свою особистість як цікаву та екзотичну. У зв'язку з цим зростає тенденція інтегрувати буддизм у велнес-культуру у спрощеній езотеричній і легко споживаній формі або використовувати його іконографію (статуї Будди тощо) як екзотичні декоративні аксесуари в інтер'єрі та домашньому декорі.
Ще одне питання, яке виникає в контексті західного буддизму, — це питання про те, наскільки західні моделі мислення просто проєктуються на чужу культуру, коли західні «системи цінностей, концепції особистості та соціальні ідеї накладаються на термінологію, яка звучить по-буддійськи, і обробляються терапевтично, перешкоджаючи будь-яким реальним змінам у відносинах між людиною і суспільством».